# Skogsvetenskap
Skogsvetenskap är läran om skogen, skogens utnyttjande och skogsråvarans förädling. Skogsvetenskap är således en tillämpad vetenskap med inslag av bland annat botanik, ekologi, geovetenskap, teknik och ekonomi.

## Historik

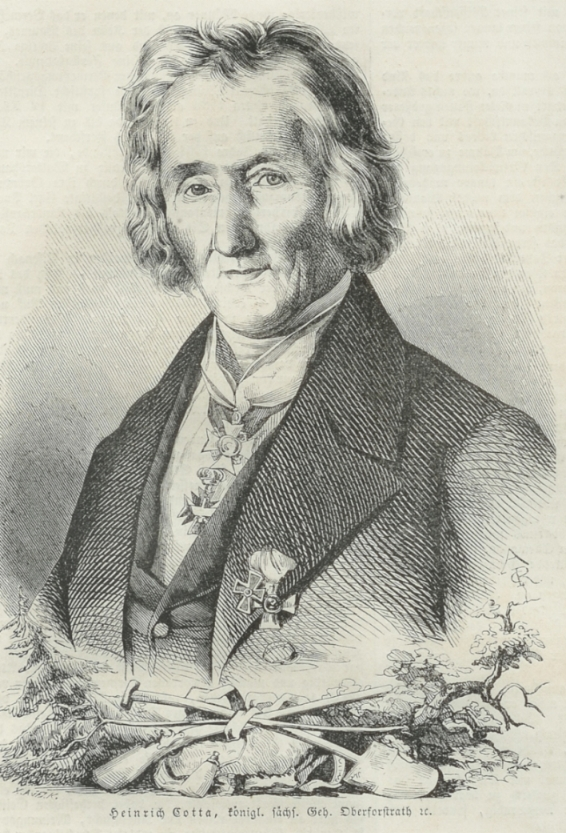
Henrich Cotta, en av skogsvetenskapens pionjärer.

Som en av grundarna av skogsvetenskapen räknas Heinrich Cotta, som 1811 grundade Forstliche Lehranstalt Tharandt i Tharandt, som 1816 blev Königlich-Sächsischen Forstakademie. Denna räknas som den första skogshögskolan.
En annan pionjär var Georg Ludwig Hartig, som 1808 gav ut läroboken Lehrbuch für Förster och 1821 bidrog till att den första skogsvetenskapliga professuren inrättades vid Berlins universitet. Gottlob König hade särskild betydelse för skogsuppskattningen.

### Historik i Sverige
Den första svenska läroanstalten inom det skogsvetenskapliga området var Skogsinstitutet, som grundades 1828 på initiativ av Israel af Ström.
Fram till början av 1900-talet förekom även den tyskinspirerade beteckningen forstvetenskap på svenska, men därefter har beteckningen skogsvetenskap varit den vanliga i Sverige. Beteckningar med "forst-" har fortsatt att vara vanligare på finlandssvenska, exempelvis är den finländska beteckningen för en doktorsexamen på det skogsvetenskapliga området agronomie- och forstdoktorsexamen.
1902 tillkom ett forskningsinstitut i form av Forstliga försöksanstalten, som 1905 bytte namn till Statens skogsförsöksanstalt och 1937 blev Statens skogsforskningsinstitut. Möjligheten att avlägga licentiatexamen vid Skogshögskolan tillkom 1937 i form av skoglig licentiatexamen, och 1950 tillkom en doktorsgrad i form av skoglig doktorsgrad.

## Skogsvetenskap i Sverige
Idag är den mesta skogsvetenskapliga verksamheten i Sverige koncentrerad till Sveriges lantbruksuniversitet och dess skogsvetenskapliga fakultet. Den utgör en efterföljare till Skogsinstitutet.